# خواكين كاماتشو
خواكين كاماتشو (بالإسبانية: José Joaquín Camacho)‏ (و. 1766 – 1816 م) هو صحفي، ومؤرخ، ومحامي من كولومبيا . ولد في تونخا .
توفي في بوغوتا .

## التعليم
تعلم في Our Lady of the Rosary University.